# Gerard Wttewaall van Wickenburgh
Gerard Wttewaall (of Wttewael) van Wickenburgh (Utrecht, 26 april 1776 - Houten, 6 juli 1839) was een Nederlands jurist en econoom, hoogleraar wis- en natuurkunde voor onderwijs in de landhuishoudkunde aan de Universiteit Leiden, en rector magnificus van de universiteit in 1827-1828.

## Levensloop

### Jeugd en studie
Wttewaall was de zoon van Johannes, heer van Wickenburgh en resident van Gorontalo (1735-1812), en Clara Johanna van der Burgh (1743-1804). Hij was een telg uit de Wttewaall familie, waarvan leden sinds 1841 tot de Nederlandse adel behoren. Geboren en getogen in Utrecht, volgde hij de hieronymusschool, die hij in 1793 afsloot met een rede over landbouw, getiteld "Over den landbouw der Ouden, in toepassing op den hedendaagschen landbouw."
Van 1793 tot 1801 studeerde hij rechten aan de Hogeschool van Utrecht. Hij volgde hier ook colleges in oude letteren, vooral het Griek; lessen in plantkunde; natuurkunde lessen bij Johannes Theodorus Rossijn (1744-1817), hoogleraar in de proefondervindelijke wijsbegeerte en metafysica; lessen in wijsbegeerte bij Johan Frederik Hennert; en lessen in logica. In 1801 promoveerde hij onder Cornelis Willem de Rhoer op het proefschrift, getitled "Positiones juridicae."

### Vroege carrière
In 1800 was Wttewaall benoemd tot hoogheemraad van het Hoogheemraadschap van de Lekdijk Bovendams, en hij uiteindelijk zou blijven dienen tot 1830. 
In 1803 kreeg hij een aanbod hoogleraar in de rechten te worden aan de hogeschool van Deventer, maar bedankte hiervoor. Hetzelfde jaar accepteerde hij de benoeming tot Schepen van de stad Utrecht. Na de annexatie van Holland in het Franse keizerrijk in 1810, weigerde Wttewaall zijn herbenoeming. Bij de komst van Napoleon Bonaparte te Utrecht, weigerde Wttewaall zijn opwachting te maken, en werd op staande voet ontslagen. 

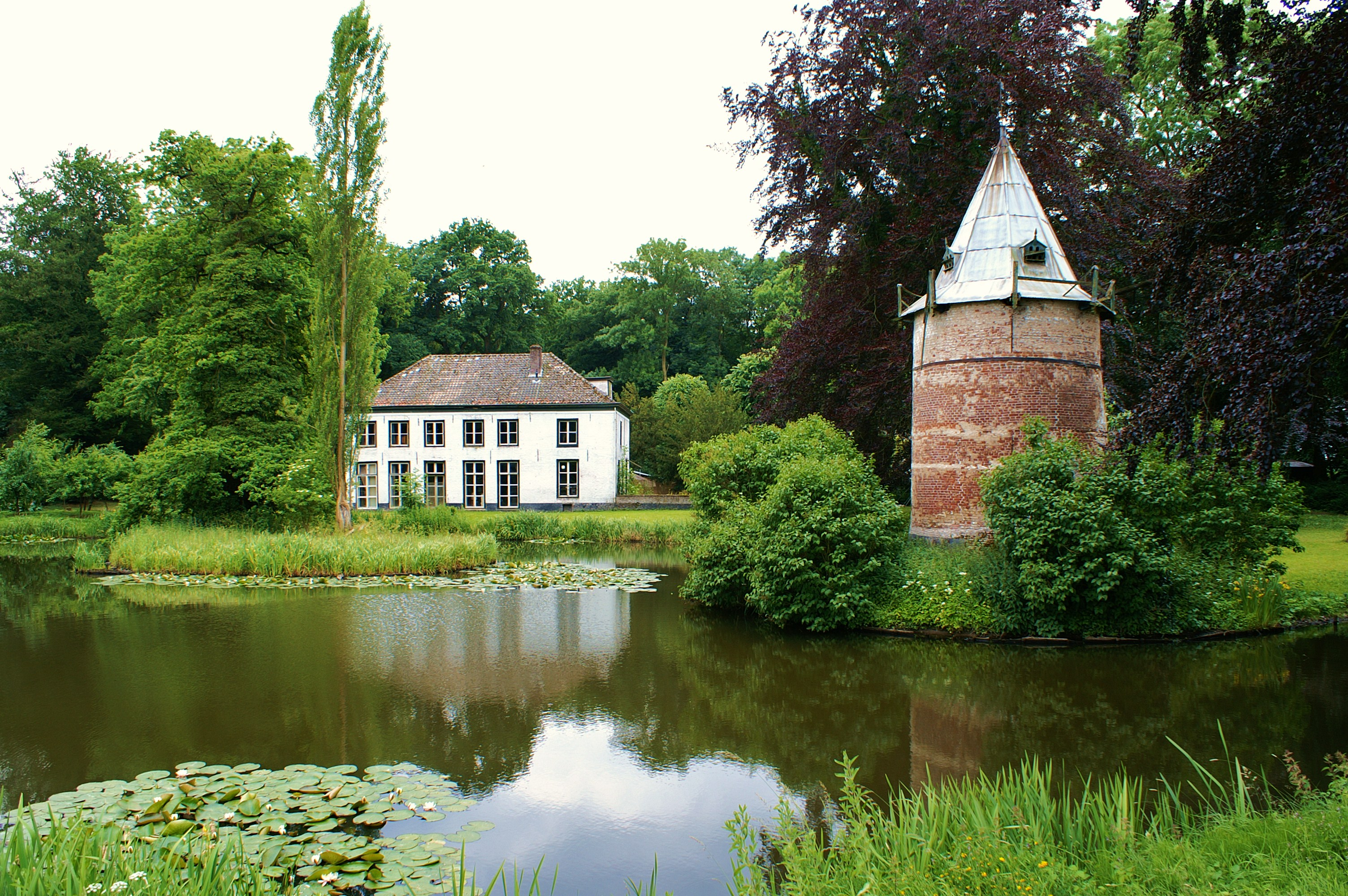
Landgoed Wickenburgh.

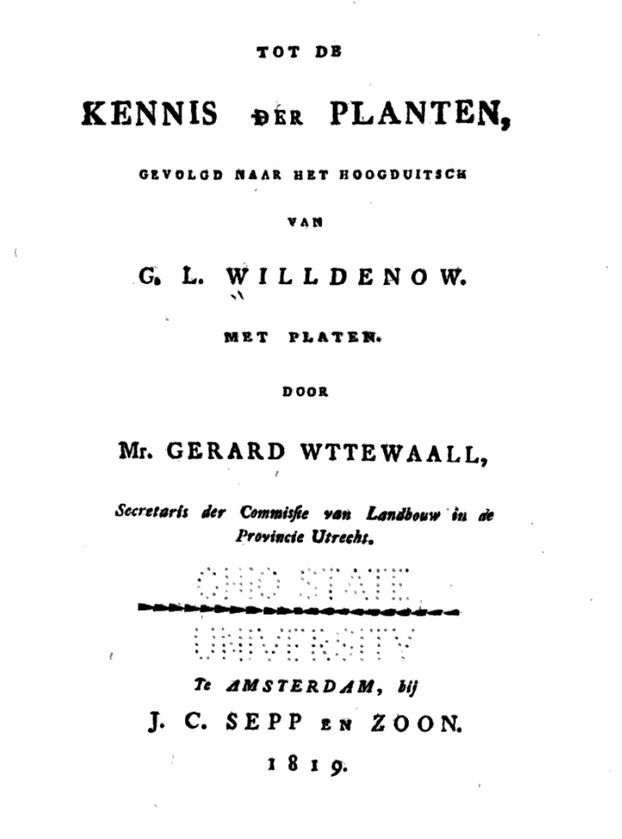
Handleiding tot de kennis der planten, 1819

Wttewaall trok zich terug op zijn landgoed Wickenburgh, waar hij zich aan de praktisch en wetenschappelijk landbouw wijdde. Samen met zijn broer, medisch doctor Jan Wttewaall, begon hij een proeftuin met inlandse flora. In die tijd had hij ook een werk van Carl Ludwig Willdenow vertaald, en uitgegeven onder de titel "Handleiding tot de kennis der planten."  
Sinds 1808 was Wttewaall lid van de commissie van landbouw. Na een uitbraak van de runderpest in Utrecht eind 1813 werd hij aan het hoofd gesteld van een commissie om deze uitbraak te bestrijden. De commissie was succesvol, maar het kostte Wttewaall wel zijn gezondheid.

### Hoogleraar in de landhuishouding
In 1814 kreeg Wttewaall het aanbod hoogleraar te worden in de landhuishoudkunde aan de Hogeschool van Utrecht. Wttewaall bedankte echter en de jongere Georgius Johannes van der Boon Mesch werd in zijn plaats aangesteld. 
In 1821 kreeg hij van de bevriende hoogleraar Hendrik Willem Tydeman het aanbod om hoogleraar in de landhuishoudkunde worden aan de Universiteit Leiden. Hij accepteerde het aanbod, en sprak op 30 november 1822 de inaugurele rede, getiteld "Over de landhuishoudkunde, uithoofde van hare belangrijkheid der bescherming van 's Rijks Regeering waardig." In deze betrekking toonde hij zich een groot aanhanger van het werk van Albrecht Thaer.
In het studiejaar 1827-1828 was Wttewaall tevens rector magnificus van de universiteit. Hij diende daarna nog ruim tien jaar aan de universiteit en ging op 6 juli 1839 met emeritaat. 
In 1832 werd Wttewaall redacteur van het nieuw opgerichte tijdschrift voor nijverheid en de landbouw, getiteld Tijdschrift ter bevordering van Nijverheid, van de De Huishoudelijke Maatschappij. In de redactieraad zaten verder  Anthony Hendrik van der Boon Mesch, Gideon Jan Verdam en de apotheker F. van Catz Smallenburg.
Wttewaall werd in 1819 lid van en in 1821 directeur van het Utrechts Genootschap, in 1823 lid van de Maatschappij der Nederlandse Letterkunde, in 1824 lid van de Hollandse Maatschappij van Wetenschappen te Haarlem,  in 1825 lid eerste klas van het Koninklijk Instituut van Wetenschappen, de later Koninklijke Nederlandse Akademie van Wetenschappen, en in 1827 lid consultant van het Bataafs Genootschap voor Proefondervindelijke Wijsbegeerte te Rotterdam. Hij was ook mededirecteur van de Nederlandsche Huishoudelijke Maatschappij.

### Personalia
Wttewaall was in 1805 in Utrecht getrouwd met Bernardina Antonia Cornelia Visscher (1780-1856). Zij kregen twee zoons en twee dochter. De oudste Bartholomeus Willem Wttewaall (1807-1890), gemeenteraadslid van Leiden, had een dochter Joanna Diderica Wttewaall (1851-1874), die was getrouwd met  minister-president Pieter Cort van der Linden (1846-1935). De tweede zoon was Jan Wttewaall (1810-1862), grootvader van Frederik Willem Reinhard Wttewaall (1880-1959), de burgemeester van Deventer van 1929 tot 1945. 
Wttewaall was de oom van Bartholomeus Sloet tot Oldhuis.

## Publicaties
- Gerard Wttewaal. Positiones juridicae, Ex officina Otton. Joh. van Paddenburg, 1801.
- Carl Ludwig Willdenow, Gerard Wttewaal (vert.). Handleiding tot de kennis der planten, 1809, 1819.
- Gerard Wttewaall. "Rapport wegens het verrigte, tijdens het woeden der veepest te Utrecht, in 1813 en 1814." In: Jan Kops. Staat van den landbouw in de Vereenigde Nederlanden gedurende den jare 1814, opgemaakt door Jan Kops. 1816.
- Wttewaall, G., "Over de landhuishoudkunde, uit hoofde van hare belangrijkheid , de bescherming van *s Rijks regering waardig", in: Annales Acad. Lugd. Bat. 1822-1823.
- Wttewaall G., "Or. de agricultura salutis publicae vero fundamento", in: Annales, 1828-1829.
- Gerard Wttewaal. Brief van Gerard Wttewaal van Wickenburgh (1776-1838), 1831.
- Wttewaall, G., Bijdragen tot de Staathuishoudkunde en de Statistiek, tijdschrift, 1836.[5]

Over Gerard Wttewaall van Wickenburgh
- Abraham Jacob van der Aa. "Wttewaall, Greard", in: Biographisch Woordenboek der Nederlanden, Haarlem: Van Brederode, Deel 20, (1852-1878), p. 435-436.
- Gt. Nieuwenhuis. "Wttewaall, Greard", in: Aanhangsel op het algemeen woordenboek van kunsten en wetenschappen, in 8 deelen bewerkt door wijlen den heer Gt. Nieuwenhuis, en te Zutphen van 1820-1829 in het licht verschenen, Volume 9. 1844. p. 491-500
- Salomon Koenen. "Wttewaall Van Wickenburgh, Mr. Gerard" In: Blok & Molhuysen (red.). Nieuw Nederlandsch Biografisch Woordenboek, Deel 2. Leiden: A.W. Sijthoff’s,  1912. p. 1474.
- Koninklijk Instituut van Wetenschappen, Letterkunde en Schoone Kunsten. "Levensbericht G. Wttewaal", in: Proces-verbaal van de ... algemeene vergadering van het Koninklijk-Nederlandsche Instituut van Wetenschappen, Letterkunde en Schoone Kunsten, gehouden te Amsterdam, Nummer 31. 1893. p. 15-16.

Voorkant
J.F. Thieme, 1844